# 6+
6+ (Sechs Plus) est une chaîne de télévision généraliste suisse alémanique commerciale privée. La chaîne émet en HD.

## Histoire de la chaîne
6+ émet depuis le 27 mars 2019, 20h15 avec le film Skyfall La chaîne vise, comme pour les autres chaines du Groupe 3+, un public cible des 15-49 ans.

## Organisation

### Dirigeants
Directeur :
- Dominik Kaiser

## Programmes
La chaîne est financée exclusivement par la publicité. Comme pour 3+, 4+ et 5+, c'est le groupe Goldbach Media (ex-IPM Suisse) qui gère les annonces publicitaires.
La programmation reprend celle des autres chaînes du groupe à savoir productions originales (3+), films (4+) et séries ainsi que des documentaires (5+). Sa programmation est décrite comme «expérimentale» par Roger Elsener, directeur des programmes.
En outre, la chaîne diffuse, lors de ses coupures pub, un compte à rebours. Elle diffuse également des pauses publicitaires plus courtes que sur les autres chaînes du groupe. Cela lui a permis de constater pendant son premier mois de diffusion une perte que de 3% de son audimat entre 19h00 et 23h00.
- Séries
  - Body of Proof
  - Esprits criminels
  - Les Experts
  - Les Experts : Manhattan
  - Les Experts : Cyber
  - Les Mystères de Laura
  - Les Simpson
  - Grey's Anatomy
  - NCIS : Enquêtes spéciales
  - NCIS : Nouvelle-Orléans
  - The Big Bang Theory
  - Blacklist
  - Flash

## Diffusion
6+ est retransmise en Suisse à travers la société UPC Cablecom dans l'offre analogique et numérique câblée ainsi que sur Swisscom TV en reprenant la place d'ORF 2 et notamment sur Sunrise TV. 
Lors de son premier mois de diffusion, la chaîne a rassemblé près de 1 million de spectateurs, pour une part d'audience de près de 0,4%.